# Ернест Ебонге
Ернест Ебонге (фр. Ernest Ebongué, нар. 15 травня 1962, Яунде) — камерунський футболіст, що грав на позиції нападника.
Виступав, зокрема, за клуб «Тоннер», а також національну збірну Камеруну.

## Клубна кар'єра
У дорослому футболі дебютував 1980 року виступами за команду «Тоннер», в якій провів шість сезонів і тритчі виграв чемпіонат Камеруну.
1986 року відправився до Франції, де по сезону захищав кольори нижчолігових клубів «Безьє» та «Фекам», після чого переїхав до Португалії, зігравши у сезоні 1988/89 10 ігор у вищому дивізіоні країни за клуб «Віторія» (Гімарайнш). Надалі виступав у Португалії за нижчолігові клуби «Варзім», «Авеш», «Уніан Коїмбра» та «Ламегу».
Згодом з 1994 по 1996 рік грав у складі індонезійських вищолігових команд «Персма Манадо» та «Бонтанг», а завершив ігрову кар'єру у австрійській команді «Коттінгбрунн», за яку виступав протягом сезону 1997/98 років у другому дивізіоні країни.

## Виступи за збірні
1981 року залучався до складу молодіжної збірної Камеруну на молодіжному чемпіонаті світу в Австралії, де зіграв усі три матчі.
19 квітня 1981 року залучався до складу молодіжної збірної Камеруну. На молодіжному рівні зіграв у 3 офіційних матчах в грі відбору на Кубок африканських націй проти Того (2:2).
У складі збірної був учасником чемпіонату світу 1982 року в Іспанії, де на поле не з'являвся, а команда не вийшла з групи. Також брав участь зі збірною у п'яти Кубках африканських націй — 1982, 1984, 1986, 1990 та 1992 років, і на другому з них, у Кот-д'Івуарі, здобув титул континентального чемпіона, а на наступному, в Єгипті, разом з командою здобув «срібло».
Також Ебонге був членом збірної на Олімпійських іграх 1984 року в Лос-Анджелесі, зігравши у двох матчах, але камерунці не вийшли з групи.
Загалом протягом кар'єри у національній команді, яка тривала 8 років, провів у її формі 45 матчів, забивши 9 голів.

## Титули і досягнення
- Переможець Кубка африканських націй: 1984
- Срібний призер Кубка африканських націй: 1986